# Pahang
Pahang è il terzo stato più vasto della Malaysia, dopo Sarawak e Sabah. La capitale è Kuantan.

## Geografia
Lo stato (sultanato) malese di Pahang si estende su una superficie di 35.964 km², ed ospita una popolazione di 1.396.500 abitanti (nel 2007). Il sultano Abdullah è dal 2019 anche il re della federazione di Malaysia.
Confina a nord con Kelantan, a ovest con Perak, Selangor, e Negeri Sembilan, a sud con Johor e a est con Terengganu e con il Mar Cinese Meridionale.
Ricco di stagno e risorse, in origine apparteneva al sultanato di Aceh, salvo poi passare al sultanato di Johor nel XVII secolo dopo anni di feroci contese. Nel XIX secolo fu conquistato dagli Olandesi, ma grazie ad un'inaspettata alleanza tra Aceh e Johor ritornò nelle mani del sultano di Johor nel 1846. Questa contesa è narrata nel poema malese Syair Rakis.